# Xylotrechus schaefferi
Xylotrechus schaefferi är en skalbaggsart som beskrevs av Heinrich Wilhelm Schott 1925. Xylotrechus schaefferi ingår i släktet Xylotrechus och familjen långhorningar. Inga underarter finns listade i Catalogue of Life.